# Boston Marathon 1988
De Boston Marathon 1988 werd gelopen op maandag 18 april 1988. Het was de 92e editie van deze marathon.
Bij de mannen was de Keniaan Ibrahim Hussein het snelst in 2:08.43. De Portugese Rosa Mota won bij de vrouwen in 2:24.30. Zowel de eerste man als de eerste vrouwen ontvingen $ 45.000 aan prijzengeld.
In totaal finishten er 5261 marathonlopers, waarvan 4472 mannen en 789 vrouwen.

## Uitslagen

### Mannen
| rang   | naam                   | land | tijd    |
| ------ | ---------------------- | ---- | ------- |
| Goud   | Ibrahim Hussein        | KEN  | 2:08.43 |
| Zilver | Juma Ikangaa           | TAN  | 2:08.44 |
| Brons  | John Treacy            | IRL  | 2:09.15 |
| 4      | Gelindo Bordin         | ITA  | 2:09.27 |
| 5      | Gianni Poli            | ITA  | 2:09.33 |
| 6      | John Campbell          | NZL  | 2:11.08 |
| 7      | Orlando Pizzolato      | ITA  | 2:12.32 |
| 8      | John Makanya           | TAN  | 2:14.04 |
| 9      | Steve Jones            | WAL  | 2:14.07 |
| 10     | Tomoyuki Taniguchi     | JPN  | 2:14.18 |
| 11     | Zackariah Barie        | TAN  | 2:14.32 |
| 12     | Hideki Kita            | JPN  | 2:14.40 |
| 13     | Joseph Kipsang         | KEN  | 2:15.05 |
| 14     | Michael O'reilly       | ENG  | 2:15.27 |
| 15     | Ahmet Altun            | TUR  | 2:15.48 |
| 16     | Jean-Michel Charbonnel | FRA  | 2:15.58 |
| 17     | Vesa Kahkola           | FIN  | 2:16.17 |
| 18     | Geoffrey Smith         | ENG  | 2:16.34 |
| 19     | Jean-Yves Madelon      | FRA  | 2:16.42 |
| 20     | John Burra             | TAN  | 2:17.11 |
| 21     | Gidamis Shahanga       | TAN  | 2:17.33 |
| 22     | Tommy Ekblom           | FIN  | 2:17.34 |
| 23     | Roger Soler            | PER  | 2:17.46 |
| 24     | Silvio Salazar         | COL  | 2:17.49 |
| 25     | Ryszard Marczak        | POL  | 2:17.53 |

### Vrouwen
| rang   | naam                 | land | tijd    |
| ------ | -------------------- | ---- | ------- |
| Goud   | Rosa Mota            | POR  | 2:24.30 |
| Zilver | Tuija Toivonen       | FIN  | 2:29.26 |
| Brons  | Odette Lapierre      | CAN  | 2:30.35 |
| 4      | Priscilla Welch      | ENG  | 2:30.48 |
| 5      | Lizanne Bussieres    | CAN  | 2:30.57 |
| 6      | Ellen Rochefort      | CAN  | 2:31.36 |
| 7      | Sinikka Keskitalo    | FIN  | 2:34.12 |
| 8      | Sirkku Kumpulainen   | FIN  | 2:35.24 |
| 9      | Susan Stone          | CAN  | 2:38.48 |
| 10     | Gillian Beschloss    | ENG  | 2:40.08 |
| 11     | Angella Hearn        | ENG  | 2:40.15 |
| 12     | Gillian Horovitz     | ENG  | 2:40.26 |
| 13     | Ritva Lemettinen     | FIN  | 2:41.58 |
| 14     | Marjaana Lahti-Koski | FIN  | 2:42.57 |
| 15     | Kirsi Mattila        | FIN  | 2:43.54 |
| 16     | Hassania Darami      | MAR  | 2:44.29 |
| 17     | Gloria Corona        | MEX  | 2:45.40 |
| 18     | Lise Bouchard        | CAN  | 2:46.02 |
| 19     | Louise Mohanna       | USA  | 2:46.09 |
| 20     | Christine Iwahashi   | USA  | 2:48.57 |
| 21     | Jackie Regan         | USA  | 2:49.30 |
| 22     | Mitsui Hoshi         | JPN  | 2:49.50 |
| 24     | Christine Gibbons    | USA  | 2:52.29 |

1897 ·
1898 ·
1899 ·
1900 ·
1901 ·
1902 ·
1903 ·
1904 ·
1905 ·
1906 ·
1907 ·
1908 ·
1909 ·
1910 ·
1911 ·
1912 ·
1913 ·
1914 ·
1915 ·
1916 ·
1917 ·
1918 ·
1919 ·
1920 ·
1921 ·
1922 ·
1923 ·
1924 ·
1925 ·
1926 ·
1927 ·
1928 ·
1929 ·
1930 ·
1931 ·
1932 ·
1933 ·
1934 ·
1935 ·
1936 ·
1937 ·
1938 ·
1939 ·
1940 ·
1941 ·
1942 ·
1943 ·
1944 ·
1945 ·
1946 ·
1947 ·
1948 ·
1949 ·
1950 ·
1951 ·
1952 ·
1953 ·
1954 ·
1955 ·
1956 ·
1957 ·
1958 ·
1959 ·
1960 ·
1961 ·
1962 ·
1963 ·
1964 ·
1965 ·
1966 ·
1967 ·
1968 ·
1969 ·
1970 ·
1971 ·
1972 ·
1973 ·
1974 ·
1975 ·
1976 ·
1977 ·
1978 ·
1979 ·
1980 ·
1981 ·
1982 ·
1983 ·
1984 ·
1985 ·
1986 ·
1987 ·
1988 ·
1989 ·
1990 ·
1991 ·
1992 ·
1993 ·
1994 ·
1995 ·
1996 ·
1997 ·
1998 ·
1999 ·
2000 ·
2001 ·
2002 ·
2003 ·
2004 ·
2005 ·
2006 ·
2007 ·
2008 ·
2009 ·
2010 ·
2011 ·
2012 ·
2013 ·
2014 ·
2015 ·
2016 ·
2017 ·
2018 ·
2019 ·
2020 ·
2021 ·
2022